# South Knife River
Der South Knife River ist ein Zufluss der Hudson Bay in der kanadischen Provinz Manitoba.
Der South Knife River bildet den Abfluss des Etawney Lake. Er fließt in überwiegend nordnordöstlicher Richtung, durchfließt den South Knife Lake, wendet sich anschließend nach Ostnordost. Im Unterlauf fließt der South Knife River nach Norden und erreicht 25 km nordwestlich von Churchill das Mündungsdelta an der Westküste der Hudson Bay, in welches auch der von Westen kommende North Knife River strömt.